# Liberty (condado de Manitowoc, Wisconsin)
Liberty es un pueblo ubicado en el condado de Manitowoc en el estado estadounidense de Wisconsin. En el Censo de 2010 tenía una población de 1281 habitantes y una densidad poblacional de 14 personas por km². Se encuentra al este del estado, a poca distancia al oeste del lago Míchigan.

## Geografía
Liberty se encuentra ubicado en las coordenadas 44°1′5″N 87°51′46″O / 44.01806, -87.86278. Según la Oficina del Censo de los Estados Unidos, Liberty tiene una superficie total de 91.74 km², de la cual 90.68 km² corresponden a tierra firme y (1.16%) 1.07 km² es agua.

## Demografía
Según el censo de 2010, había 1.281 personas residiendo en Liberty. La densidad de población era de 13,96 hab./km². De los 1.281 habitantes, Liberty estaba compuesto por el 97.58% blancos, el 0.16% eran afroamericanos, el 1.09% eran amerindios, el 0.78% eran asiáticos, el 0% eran isleños del Pacífico, el 0.23% eran de otras razas y el 0.16% pertenecían a dos o más razas. Del total de la población el 0.55% eran hispanos o latinos de cualquier raza.